# ティエラ・デ・レイエス
『ティエラ・デ・レイエス』（スペイン語: Tierra de reyes）は、アメリカ合衆国のテレビドラマ。テレムンドで2014年12月2日から2015年7月27日まで放送された。

## 登場人物
アルトゥーロ・レイ・ガヤルド
演：アーロン・ディアス
ソフィア・デル・フンコ・ガヤルド
演： アナ・ロレーナ・サンチェス
イリーナ・デル・フンコ・ガヤルド
演： キンバリー・ドス・ラモス
フラビオ・レイ・ガヤルド
演：ゴンザロ・ガルシア・ヴィヴァンコ
アンドレア・デル・フンコ・ガヤルド
演：スカーレット・グルーバー
サミュエル・レイ・ガヤルド
演：クリスチャン・デ・ラ・カンパ
カイエタナ・ベルモンテ・デル・フンコ
演：ソーニャ・スミス
レオナルド・モンタルボ
演： ファビアン・リオス